# Saison 6 de Game of Thrones
Chronologie
Saison 5 Saison 7
Cet article présente la sixième saison de la série télévisée américaine de fantasy épique Game of Thrones. Composée de dix épisodes, elle a été confirmée par HBO le 8 avril 2014, en même temps que la cinquième saison. Contrairement aux saisons précédentes, elle ne suit pas exactement le fil de l'histoire de la saga de George R. R. Martin, les producteurs prenant quelques libertés. Néanmoins, elle est adaptée du contenu du sixième roman, The Winds of Winter, (qui n'est pas encore publié) ainsi que de certains événements des quatrième et cinquième romans, A Feast for Crows et A Dance with Dragons.

## Synopsis
À Port-Réal, Cersei, se remettant à peine de sa marche de la honte, où elle a été forcée de marcher nue et les cheveux coupés à travers toute la ville, voit Jaime revenir de sa mission à Dorne avec la dépouille de leur fille, Myrcella. Peu après, sur ordre de Tommen, elle doit rester confinée dans ses appartements, surveillée par Gregor Clegane dit la Montagne. Son seul soutien à la cour reste le mestre déchu Qyburn. Les jumeaux Lannister se voient expulsés du Conseil restreint, tenu alors par leur oncle Kevan, Mace et Olenna Tyrell et le grand mestre Pycelle. Quant à Margaery et Loras, toujours emprisonnés au grand septuaire de Baelor par le Grand Moineau, leur procès approche. Cependant, Margaery feint de s’adonner aux pratiques de la Foi et évite ainsi le châtiment de la marche d'expiation subi par Cersei en amenant Tommen à lier la Couronne et la foi. Quant à Tommen, il rend plusieurs fois visite au Grand Moineau avant cela et, manipulé par celui-ci, se convertit naïvement à la religion des Sept. Après avoir empêché une attaque du septuaire par l'armée unifiée des Tyrell et des Lannister, il fait excommunier Jaime de la Garde royale puis expulser de la capitale, ce qui est un nouveau coup dur pour les jumeaux Lannister, qui perdent petit à petit le peu de soutien qu'ils avaient. Port-Réal, avec la permission du jeune roi, est désormais contrôlée par les Moineaux. Cela fait, le Grand Moineau intrigue afin que Tommen fasse interdire les procès par combat. Ce dernier annonce que sa mère et Loras Tyrell seront jugés lors d'un procès équitable, au grand désarroi de Cersei, qui comptait sur la Montagne pour la tirer d'affaire. C'est alors que Qyburn lui annonce qu'une importante quantité de feu grégeois se trouve encore sous la cité. En parallèle, à Dorne, les Aspics des Sables, après avoir tué la princesse Myrcella, renversent la dynastie des Martell en tuant le prince Doran et son fils Trystane. Ellaria Sand s’assoit alors sur le trône de Dorne.
À Braavos, Arya subit une punition des Sans-Visages, qui l'ont privée de la vue pour avoir tué Ser Meryn Trant sans en recevoir la permission. Errant dans les rues, elle commence à développer ses capacités et à continuer son entrainement, encouragée par Jaqen H'ghar et maltraitée par l'Orpheline. Petit à petit, elle commence à devenir « personne». Ayant recouvré la vue, Arya assiste plusieurs fois à une pièce de théâtre de rue racontant les tragédies de la vie de Cersei Lannister, où elle est chargée par les Sans-Visages d'assassiner l'actrice principale de la troupe, tenant le rôle-titre. Mais, se refusant à occire une innocente, elle est traquée pour avoir de nouveau transgressé les règles. Échappant à plusieurs tentatives d'assassinat de « l'Orpheline », elle réussit finalement à la tuer en lui tendant un piège mortel dans une cave de Braavos. Sitôt fait, elle rend visite à Jaqen H'ghar dans la demeure du Noir et du Blanc et lui annonce qu'elle est bel et bien Arya Stark et qu'elle rentre chez elle, à Westeros.
Dans le Nord, Sansa et Theon se retrouvent en fuite. Ils doivent échapper tant bien que mal aux soldats des Bolton qui les poursuivent. Ils sont alors secourus par Brienne de Torth et Podrick Payne, qui les conduisent ensuite à Châteaunoir tandis que Theon rentre chez lui dans les îles de Fer. À Winterfell, quand Ramsay apprend que son père, Roose Bolton, a eu un fils légitime, il l'exécute froidement ainsi que sa belle-mère et son demi-frère nouveau-né. Il s'autoproclame alors seigneur de Winterfell avec le soutien des maisons Karstark et Omble, toutes deux baneresses du gouverneur du Nord. Il reçoit en cadeau de la part des Omble les fugitifs Rickon Stark et Osha, ainsi que la dépouille de Brousaille, le loup géant du jeune Stark. Il tue celle-ci et garde Rickon prisonnier.
De son côté, Theon rentre dans les îles de Fer et retrouve sa sœur, Yara, après avoir appris la mort de leur père, Balon, des mains de leur oncle, Euron. Alors que Yara réclame le trône de Sel, elle est expulsée de Pyke par Euron, déterminé à régner et visant Port-Réal en s'alliant par mariage avec Daenerys Targaryen. Theon et Yara prennent alors la fuite vers Essos, emportant avec eux une grande partie de la flotte des Fer-nés. Faisant une escale à Volantis, ils se décident à rencontrer Daenerys Targaryen, la mère des dragons, à Meereen.
Quant à la khaleesi, elle se retrouve prisonnière d'une horde de Dothrakis menée par le khal Moro, tandis que Jorah Mormont et Daario Naharis se lancent sur ses traces à travers le continent d'Essos afin de la délivrer. Arrivant à Vaes Dothrak, elle est retenue prisonnière dans le grand Dosh Khaleen. Grâce à la ruse, elle arrive à piéger ses geôliers en incendiant le temple, brûlant tous les jhals présents et gagnant ainsi la soumission des Dothrakis. Daenerys, avec le peuple dothraki s'ajoutant aux Puînés et aux Immaculés restants, se constitue alors une gigantesque armada et est déterminée à faire voile vers Westeros. Mais avant cela, elle doit libérer Meereen, tombée dans le chaos et assiégée par les esclavagistes en son absence, malgré les interventions politiques de Tyrion Lannister, Varys, Missendei et Ver Gris. Après avoir fait exécuter les maîtres esclavagistes et les Fils de la Harpie, elle charge ses trois dragons de détruire un bateau de leur flotte en exemple, flotte qu'elle récupère pour ses projets. De retour dans la pyramide, Daenerys et Tyrion reçoivent en audience Yara et Theon Greyjoy, Yara propose un marché équitable à Daenerys : prêter leur flotte de Fer-Nés afin qu'elle puisse rejoindre Westeros si en échange, elle accepte de lui donner le trône de Sel. Daenerys accepte de donner les îles de Fer à Yara à condition qu'elle la reconnaisse comme reine des Sept Couronnes. Les deux futures souveraines concluent donc un marché.
Au Mur, Jon Snow est mort, assassiné par ses propres hommes. Alliser Thorne règne désormais sur Châteaunoir en tant que Lord Commandant de la Garde de Nuit. Mais les sauvageons menés par Tormund attaquent le château pour libérer Ser Davos et les derniers alliés de Jon. Ils emprisonnent Thorne et ses partisans. Peu après, Mélisandre, grâce aux encouragements de Davos, réussit à ressusciter Jon au cours d'un rituel implorant le dieu rouge R'llor. Revenu à la vie, Jon fait pendre ses assassins et démissionne de la Garde de Nuit, considérant que sa « mort » l'a libéré de son engagement, pour prendre la route vers le sud, lassé de voir ce en quoi il croit voler en éclats (la fidélité des frères-jurés, l'honneur et la justice, etc). Mais l'arrivée inattendue de sa demi-sœur Sansa au Mur finit par le convaincre de prendre les armes afin d'affronter Ramsay Bolton à Winterfell et de libérer les terres du Nord de son joug, ainsi que leur frère Rickon. Il décide alors de rassembler les derniers partisans de Robb Stark parmi lesquels les Mormont, gouvernés par la très jeune Lyanna Mormont. Mais il doit essuyer le refus de plusieurs maisons, mécontentes des décisions de guerre de feu leur souverain Robb. Malgré le sous-effectif de ses troupes, il se décide néanmoins à attaquer Winterfell, épaulé par l'armée sauvageonne. En parallèle, Sansa envoie secrètement un message à Littlefinger aux Eyrié afin qu'il lui vienne en aide, vu qu'il contrôle les chevaliers du Val d'Aryn. Elle charge également Brienne et Podrick de rendre visite à Brynden Tully, dit le Silure (qui a réussi à reprendre son fief Vivesaigues aux Frey), pour lui demander de fournir plus de troupes. Arrivant à Vivesaigues, Brienne tombe alors en plein siège, tenu par l'armée Lannister dirigée par Jaime et secondée par l'armée Frey du vieux Walder, l'instigateur des Noces pourpres. Durant l'assaut du château permis par Edmure Tully, propriétaire légitime des murs, le Silure est tué et Vivesaigues tombe à nouveau entre les mains des Frey, tandis que Brienne et Podrick arrivent à s'échapper de la bataille par le fleuve.
À Winterfell, les armées de Jon et de Ramsay s'affrontent férocement lors de la « bataille des Bâtards » qui fait énormément de victimes des deux côtés, dont une grande partie de l'armée sauvageonne. L'armée de Jon ne doit sa survie qu'à l'arrivée inopinée des chevaliers du Val, menés par Littlefinger et Sansa. Peu après, Sansa se charge d'achever Ramsay en le livrant à sa meute de chiens affamés et reprend Winterfell. Mais la bataille a été lourde en pertes et a vu la mort de Rickon Stark (qui, en l'absence de Bran, était le dernier héritier mâle de Winterfell), assassiné par Ramsay juste avant le début de la bataille.
Arrivé dans le Bief, Sam, accompagné de Vère, se rend à Corcolline, le fief de son père, Randyll Tarly. Après un dîner mouvementé, Sam décide finalement de quitter la ville avec Vère pour se rendre directement à Villevieille, tout en dérobant au passage Corvenin, l’épée en acier valyrien de sa famille, dont la composition s'est déjà révélée utile pour lutter contre les Marcheurs blancs.
Dans le Conflans, Sandor Clegane a été sauvé d'une mort certaine après son combat contre Brienne par un groupe de paysans, dirigé par le septon Meribal. Après que sa communauté a été massacrée par des bandits se faisant passer pour la Fraternité sans Bannière, Clegane tombe sur la véritable Fraternité, menée par Béric Dondarrion et le prêtre rouge Thoros de Myr, en train de pendre les responsables du massacre. Le Limier réclame le droit de tuer le chef et la Fraternité lui propose de les rejoindre.
Enfin, au-delà du mur, Brandon Stark a rejoint la Corneille à Trois Yeux, Bryden Rivers. Lentement, il développe ses capacités de vervue en voyant plusieurs scènes du passé (notamment la jeunesse de son père Ned Stark durant le règne du Roi fou) mais ne contrôle pas toujours ses pouvoirs. Alors qu'il est en pleine vision, il est repéré par le roi de la nuit, qui le marque au bras. Aussitôt, une immense armée de Marcheurs blancs menée par le roi de la nuit déferle sur eux, prenant d'assaut la grotte où ils se cachent, massacrant sans pitié la Corneille à Trois yeux, les Enfants de la Forêt, le géant Hodor, ainsi que le loup géant de Bran, Été. Poursuivis par les Marcheurs, Bran et Meera sont sauvés par Benjen Stark, qui avait disparu au-delà du Mur depuis des années et était devenu un mort-vivant sauvé du contrôle du roi de la nuit par les Enfants de la Forêt.
Le dernier épisode vient conclure les intrigues et poser les bases de la saison suivante : à Port-Réal, Cersei, par la ruse, parvient à éliminer tous les Moineaux et les Tyrell . En effet, alors que vient de s'achever le procès de Loras Tyrell et que se prépare son propre procès, elle fait exploser le grand septuaire de Baelor grâce au feu grégeois. Après la mort de Tommen, qui se défenestre du haut du château, Cersei s'autoproclame reine des Sept Couronnes avec l'aide de Qyburn, nouveau grand maestre qui a lui-même fait assassiner Pycelle. À Winterfell, après avoir triomphé des Bolton, Jon est proclamé roi du Nord par les seigneurs du Nord et du Val d'Arryn. Olenna Tyrell, endeuillée par la mort de toute sa famille, va trouver les Aspics des sables à Dorne ainsi qu'Ellaria Sand afin de conclure une alliance ayant pour but de renverser les Lannister. Les Dorniennes reçoivent également Varys, qui vient avec une proposition d'alliance de la part de Daenerys Targaryen. Aux Jumeaux, Walder Frey fête sa victoire sur les Tully avec Jaime, bien que celui-ci désapprouve la transgression des Frey sur les règles de l'hôte lors des Noces pourpres. Mais plus tard dans la nuit, il est sauvagement assassiné par Arya, qui venge ainsi la mort de sa mère et son frère, massacrés lors des Noces pourpres, après lui avoir fait manger la chair de deux de ses fils, ceux qui ont personnellement égorgé et poignardé les Stark. Sam arrive à Villevieille, où il a l'intention de devenir un mestre de la citadelle. Au nord du Mur, Bran Stark, étant la nouvelle Corneille à Trois yeux, a une vision de son père à la tour de la Joie, où il apprend, stupéfait, la vérité sur les origines de Jon Snow : il n'est pas le bâtard de Ned mais son neveu, en tant que fils de Lyanna Stark (sœur de Ned) mais seul Ned (et Bran) entend le nom du père, on sait juste que Robert fera tuer l'enfant s'il l'apprend. Enfin, à Meereen, Daenerys appareille pour Westeros, accompagnée de ses trois dragons, d'une immense armada et de ses conseillers Missendei, Ver Gris, Varys et Tyrion Lannister ainsi que de Theon et Yara Greyjoy.

## Distribution

### Acteurs principaux
- Peter Dinklage (VF : Constantin Pappas) : Tyrion Lannister[4]
- Nikolaj Coster-Waldau (VF : Damien Boisseau) : Jaime Lannister[5]
- Lena Headey (VF : Laurence Bréheret) : Cersei Lannister[6]
- Emilia Clarke (VF : Marie Tirmont) : Daenerys Targaryen[6]
- Kit Harington (VF : Benjamin Penamaria) : Jon Snow[7]
- Aidan Gillen (VF : Yann Guillemot) : Petyr Baelish, dit « Littlefinger »
- Liam Cunningham (VF : Jean-Louis Faure) : Davos Mervault[8]
- Carice van Houten (VF : Annie Milon) : Mélisandre d'Asshaï
- Natalie Dormer (VF : Sandra Valentin) : Margaery Tyrell
- Sophie Turner (VF : Kelly Marot) : Sansa Stark
- Rory McCann (VF : Guillaume Orsat) : Sandor Clegane (2 épisodes)
- Indira Varma (VF : Claire Guyot) : Ellaria Sand (2 épisodes)
- Nathalie Emmanuel (VF : Audrey Sablé) : Missandei
- Maisie Williams (VF : Alice Orsat) : Arya Stark[9]
- Conleth Hill (VF : Alain Flick) : Varys
- Isaac Hempstead-Wright (VF : Maeldan Wilmet) : Brandon Stark[10]
- Kristofer Hivju (VF : Boris Rehlinger) : Tormund, dit « Fléau-d'Ogres »[11]
- John Bradley-West (VF : Emmanuel Gradi) : Samwell Tarly[12]
- Jonathan Pryce (VF : Philippe Ariotti) : le Grand Moineau
- Alfie Allen (VF : Damien Ferrette) : Theon Greyjoy
- Gwendoline Christie (VF : Vanina Pradier) : Brienne de Torth[13]
- Michiel Huisman (VF : Axel Kiener) : Daario Naharis
- Tom Wlaschiha (VF : Laurent Larcher) : Jaqen H'ghar[14]
- Michael McElhatton (VF : Stefan Godin) : Roose Bolton (2 épisodes)
- Iwan Rheon (VF : Olivier Augrond) : Ramsay Bolton
- Jerome Flynn (VF : Richard Leroussel) : Bronn[15]
- Dean-Charles Chapman (VF : Benjamin Bollen) : Tommen Baratheon
- Hannah Murray (VF : Astrid Adverbe) : Vère
- Iain Glen (VF : Patrick Béthune) : Jorah Mormont

### Acteurs récurrents et invités
- Diana Rigg (VF : Cathy Cerda) : Olenna Tyrell[16] (5 épisodes)
- Roger Ashton-Griffiths (VF : Michel Voletti) : Mace Tyrell (4 épisodes)
- Julian Glover (VF : Michel Ruhl) : Mestre Pycelle (4 épisodes)
- Ian Gelder (VF : Jean-Pierre Leroux) : Kevan Lannister[17] (5 épisodes)
- Eugene Simon (VF : Nathanel Alimi) : Lancel Lannister (3 épisodes)
- Finn Jones (VF : Paolo Domingo) : Loras Tyrell[18] (2 épisodes)
- Anton Lesser (VF : Mario Pecqueur) : Qyburn (3 épisodes)
- Jacob Anderson (VF : Namakan Koné) : Ver Gris (7 épisodes)
- Daniel Portman : Podrick Payne (5 épisodes)
- Natalia Tena (VF : Céline Ronté) : Osha (2 épisodes)
- Art Parkinson : Rickon Stark (2 épisodes)
- Nell Tiger Free (VF : Leslie Lipkins) : Myrcella Baratheon (épisode 2)
- Alexander Siddig (VF : Pierre Tissot) : Doran Martell[19] (épisode 1)
- Toby Sebastian (VF : Clément Moreau) : Trystane Martell (épisode 1)
- DeObia Oparei : Areo Hotah (épisode 1)
- Jessica Henwick (VF : Cindy Tempez) : Nymeria Sand[13] (épisodes 1 et 10)
- Keisha Castle-Hughes (VF : Valérie Décobert) : Obara Sand[13] (épisodes 1 et 10)
- Rosabell Laurenti Sellers (VF : Nastassja Girard) : Tyene Sand[13] (épisodes 1 et 10)
- Gemma Whelan (VF : Chantal Baroin) : Yara Greyjoy[20] (6 épisodes)
- Patrick Malahide : Balon Greyjoy[21] (épisode 2)
- Owen Teale (VF : Paul Borne) : Alliser Thorne[22] (épisodes 1 à 3)
- Ben Crompton : Edd-La-Douleur (5 épisodes)
- Michael Condron : Bowen Marsh (épisodes 1 à 3)
- Brian Fortune : Othell Yarwyck (épisodes 1 à 3)
- Brennock O'Connor : Olly (épisodes 1 à 3)
- Ian Whyte : géant Wun Wun (3 épisodes)
- Kristian Nairn : Hodor[23] (2 épisodes)
- Ellie Kendrick (VF : Céline Rotard) : Meera Reed[23] (4 épisodes)
- Vladimir Furdik : le Roi de la Nuit (épisode 5)
- Hafþór Júlíus Björnsson : Gregor Clegane[24] (6 épisodes)
- Faye Marsay (VF : Lucille Boudonnat) : l'Orpheline (the Waif) (7 épisodes)
- Rupert Vansittart (VF : Pierre Forest) : Yohn Royce[25] (épisode 4 et 10)
- Hannah Waddingham : Septa Unella (4 épisodes)
- Max von Sydow : Corneille à trois yeux[26] (3 épisodes)
- Pilou Asbæk (VF : Frédéric Souterelle) : Euron Greyjoy[27] (2 épisodes)
- Michael Feast : prêtre du Dieu Noyé (2 épisodes)
- James Faulkner : Randyll Tarly[28] (épisode 6)
- Samantha Spiro : Melessa Tarly[28] (épisode 6)
- Freddie Stroma : Dickon Tarly[29] (épisode 6)
- Rebecca Benson : Talla Tarly[28] (épisode 6)
- Lino Facioli : Robin Arryn[30] (épisode 4)
- David Bradley : Walder Frey (épisodes 6 et 10)
- Clive Russell : Brynden Tully[31] (2 épisodes)
- Tobias Menzies : Edmure Tully[32] (3 épisodes)
- Tim Plester (en) : Walder Le Noir (3 épisodes)
- Daniel Tuite : Lothar Frey (3 épisodes)
- Richard Dormer : Béric Dondarrion (épisode 8)
- Paul Kaye : Thoros de Myr (épisode 8)
- Charlotte Hope : Myranda (épisode 1)
- Elizabeth Webster : Walda Bolton (épisode 2)
- Richard Rycroft : Mestre Wolkan (2 épisodes)
- Dean S. Jagger : Smalljon Umber
- Paul Rattray : Harald Karstark (3 épisodes)
- Ania Bukstein (VF : Brigitte Aubry) : prêtresse rouge Kinvara (épisode 5)
- Melanie Liburd : prêtresse rouge[33] (épisode 8)
- Souad Faress : prêtresse du Dosh Khaleen[34] (2 épisodes)
- Joe Naufahu : Khal Moro[35] (3 épisodes)
- Andrei Claude : Khal Rhalko[36] (épisode 4)
- Chuku Modu : Ahko[37] (3 épisodes)
- Kae Alexander : Leaf (3 épisodes)
- Sebastian Croft : Ned Stark (enfant)[38] (3 épisodes)
- Wayne Foskett : Rickard Stark
- Sam Coleman : Hodor / Wyllis (jeune) (épisodes 2 et 5)
- Matteo Elezi : Benjen Stark (enfant) (épisodes 2 et 5)
- Cordelia Hill : Lyanna Stark (enfant) (épisode 2)
- Fergus Leathem : Rodrick Cassel (adolescent) (épisode 2 et 5)
- Mark Tankersley : le géneral Bolton[39] (épisode 9)
- Richard E. Grant : Izembaro, le gérant de la troupe de théâtre[40] (3 épisodes)
- Essie Davis : Lady Crane, une actrice jouant Cersei Lannister[41] (3 épisodes)
- Kevin Eldon (en) : un acteur jouant Eddard Stark[42] (3 épisodes)
- Enzo Cilenti : Yezzan (2 épisodes)
- George Georgiou (VF : Julien Sibre) : Razdal mo Eraz (2 épisodes)
- Ricky Champ : Flynn[43] (épisode 7)
- Ian McShane : septon Meribald[44] (épisode 7)
- Robert Aramayo : Ned Stark, jeune adulte[45] (épisodes 3 et 10)
- Aisling Franciosi : Lyanna Stark (jeune adulte) (épisode 10)
- Bella Ramsey : Lyanna Mormont (3 épisodes)
- Luke Roberts : ser Arthur Dayne (épisode 3)
- Eddie Eyre : ser Gerold Hightower (épisode 3)
- Leo Woodruff : Howland Reed (épisode 3)
- Tamer Hassan : Khal Forzo[46] (épisode 4)

## Production

### Développement
Depuis le 8 avril 2014, la série a déjà été renouvelée pour cette sixième saison de dix épisodes.

### Diffusions
Aux États-Unis et au Canada, elle est diffusée depuis le 24 avril 2016 sur HBO et HBO Canada, et le 25 avril 2016 sur OCS.

## Liste des épisodes

### Épisode 1:La Femme rouge
- États-Unis,  Canada : 24 avril 2016 sur HBO / HBO Canada[49],[50]
- France,  Belgique,  Suisse : 25 avril 2016 sur OCS City[51],[52] / Be 1 / RTS Un (en VOSTFr)
- Québec : 27 juin 2016 sur Super Écran[53],[54] (en VF)

- États-Unis : 7,94 millions de téléspectateurs[55] (première diffusion)

- Owen Teale (Ser Alliser Thorne)
- Ben Crompton (Eddison Tollett dit « Edd la Douleur »)
- Alexander Siddig (Prince Doran Martell)
- DeObia Oparei (Areo Hotah)
- Faye Marsay (Waif)
- Daniel Portman (Podrick Payne)
- Keisha Castle-Hughes (Obara Sand)
- Rosabell Laurenti Sellers (Tyene Sand)
- Jessica Henwick (Nymeria Sand)
- Hannah Waddingham (Septa Unella)
- Toby Sebastian (Trystane Martell)
- Brenock O'Connor (Olly)
- Hafthór Júlíus Björnsson (Ser Gregor Clegane)
- Charlotte Hope (Myranda)
- Joe Naufahu (Khal Moro)
- Chuku Modu (Ahko)
- Staz Nair (Qhono)
- Rubi Ali (Femme de Khal Moro)
- Fola Evans-Akingbola (Femme de Khal Moro)
- Gerald Lepkowski (Prêtre Rouge)
- Richard Rycroft (Mestre Wolkan)
- Diogo Sales (Sang-coureur Dothraki)
- Junade Khan (Sang-coureur Dothraki)
- Sara Dylan (Servante)
- Brian Fortune (Othell Yarwyck)
- Michael Condron (Bowen Marsh)
- Steve Cash (Homme de la Garde de Nuit loyal)
- Robert Fawsitt (Homme de la Garde de Nuit loyal)
- Michael Hayes (Homme de la Garde de Nuit)
- Tony Flynn (Homme de la Garde de Nuit)
- Andrew Bryan (Officier Bolton)
- Tristan Heanue (Soldat Bolton)
- Sabina Arthur (Mère sans-abri à Meereen)
- Colin Azzopardi (Mestre Caleotte)

Au Mur, Ser Davos, Edd et quelques amis découvrent le cadavre de Jon Snow et emportent sa dépouille à l'intérieur où il est veillé par Fantôme. Alliser Thorne rassemble la Garde de Nuit et assume pleinement le meurtre du Lord Commandant tout en légitimant son statut de nouveau leader de Châteaunoir. Ser Davos suggère l'aide des Sauvageons et Edd part les quérir. Davos compte également sur la magie de Mélisandre, mais la sorcière commence à douter de ses visions contredites. Bouleversée, seule dans sa chambre, elle ôte ses habits et notamment le collier à son cou, dévoilant ainsi sa véritable apparence : celle d'une femme très âgée.
Dans le Nord, Ramsay « pleure » la mort de Myranda et envoie des hommes et des chiens pourchasser Sansa et Theon en fuite. Les soldats finissent par rattraper les deux fugitifs après une longue course poursuite, mais Brienne de Torth et Podrick les retrouvent et parviennent à les sauver. En remerciement, Sansa accepte les services de Brienne.
Jaime rapporte le corps de Myrcella à Cersei à Port-Réal. La reine se croit maudite à cause de la prophétie faite jadis par la sorcière, tandis que Jaime, tout aussi dévasté, jure vengeance. Dans les geôles du donjon Rouge, Margaery résiste aux brimades de la septa Unella tandis que le Grand Moineau, plus conciliant, demande sa confession.
Doran Martell reçoit un message de la mort de Myrcella. Aussitôt, Tyrene se débarrasse du capitaine de la garde Areo Hotah et du messager avant qu'Ellaria Sand ne tue Doran, lassée de sa diplomatie, à l'instar des autres gardes consentants. Nymeria et Obara tuent ensuite le prince Trystane, laissant de facto les pleins pouvoirs de Dorme à Ellaria.
Tyrion Lannister et Varys prennent le pouls de la société de Meereen pour apaiser au mieux la révolte des Fils de la Harpie, mais les rebelles frappent encore en incendiant les navires du port de la cité. Jorah Mormont et Daario Naharis chevauchent le continent d'Essos et découvrent que leur reine a été capturée par des Dothraki. Daenerys est effectivement prisonnière d'une horde menée par le Khal Moro, dont elle gagne le respect en rappelant son mariage avec Khal Drogo. Moro refuse pourtant sa demande d'être conduite à Meereen, préférant respecter la tradition de mener les veuves de Khals à Vaes Dothrak.
- Disparition de la Maison Martell, reprise par Ellaria et ses filles.

### Épisode 2:La Maison
- États-Unis,  Canada : 1er mai 2016 sur HBO / HBO Canada
- France,  Belgique,  Suisse : 2 mai 2016 sur OCS City / Be 1 / RTS Un (en VOSTFr)
- Québec : 4 juillet 2016 sur Super Écran[54] (en VF)

- États-Unis : 7,29 millions de téléspectateurs[56] (première diffusion)

- Max von Sydow (La Corneille-à-trois-yeux)
- Patrick Malahide (Balon Greyjoy)
- Owen Teale (Ser Alliser Thorne)
- Ben Crompton (Eddison Tollett dit « Edd la Douleur »)
- Pilou Asbæk (Euron Greyjoy)
- Jacob Anderson (Ver Gris)
- Gemma Whelan (Yara Greyjoy)
- Kristian Nairn (Hodor)
- Faye Marsay (Waif)
- Daniel Portman (Podrick Payne)
- Ian Whyte (Wun Wun)
- Kae Alexander (Feuille)
- Hafthór Júlíus Björnsson (Ser Gregor Clegane)
- Elizabeth Webster (Walda Bolton)
- Dylan Edwards (Fanfaron de Port-Réal)
- Richard Rycroft (Mestre Wolkan)
- Paul Rattray (Harald Karstarck)
- Brenock O'Connor (Olly)
- Nell Tiger Free (Myrcella Baratheon)
- Annette Tierney (Jeune Vieille Nan)
- Sam Coleman (Jeune Hodor)
- Sebastian Croft (Jeune Eddard Stark)
- Cordelia Hill (Jeune Lyanna Stark)
- Matteo Elezi (Jeune Benjen Stark)
- Michael Hayes (Frère de la Garde de Nuit)
- Brian Fortune (Othell Yarwyck)
- Michael Condron (Bowen Marsh)
- Tony Flynn (Homme de la Garde de Nuit)
- Robert Fawsitt (Homme de la Garde de Nuit loyal)
- Steve Cash (Homme de la Garde de Nuit loyal)

Au-delà du Mur, Bran apprend à maîtriser son pouvoir avec la Corneille à Trois yeux en explorant le passé. Il voit ainsi son père Ned, son oncle Benjen et sa tante Lyanna Stark dans leur jeunesse à Winterfell, ainsi que Hodor (répondant au nom de Wylis) parler. Meera doute encore de l’utilité de ce don dans la guerre qui s'annonce, mais un Enfant de la forêt lui prédit qu'elle aura son rôle à jouer en temps voulu.
Le peuple de Port-Réal se gaudit de l'humiliation subie par Cersei, mais un manant trop zélé est éliminé par la Montagne. Sur ordre de son fils inquiet, la reine est gardée dans le donjon Rouge et ne peut assister aux funérailles de Myrcella. Tommen s'en veut surtout de n'avoir pu agir pour sa femme et sa mère, mais Jaime le convainc d'aller voir cette dernière. Jaime confronte le Grand Moineau, mais la foi religieuse demeure encore trop influente dans la capitale.
La situation à Essos se dégrade, les villes libérées par Daenerys dans la baie des Serfs retombant peu à peu sous l'emprise des maîtres. Pour montrer la force de Meereen, Tyrion prend la décision risquée de libérer lui-même les deux derniers dragons - Viserion et Rhaegal - de leurs chaînes.
Toujours aveugle, Arya subit une nouvelle fois le joug de l'orpheline malgré sa hargne à se défendre privée de ses yeux. Jaqen H'Ghar la trouve lui-même et lui annonce qu'elle a passé une nouvelle étape dans son initiation.
Roose Bolton apprend l'échec de la capture de Sansa, probablement partie se réfugier auprès de Jon Snow. Ramsay et Harald Karstark sollicitent la prise de Châteaunoir, mais Roose désapprouve l'idée de répandre le chaos dans le Nord. Lorsqu'il apprend que Walda lui a donné un fils légitime, Ramsay le poignarde et fait tuer peu après sa belle-mère et son demi-frère nouveau-né par ses chiens, devenant désormais le nouveau gouverneur du Nord.
Brienne relate à Sansa sa rencontre avec Arya. Elles font route pour le Mur mais Theon, honteux de ses crimes envers les Stark, décide de rentrer dans sa patrie. Dans les îles de Fer, Yara déclare à son père que toutes expéditions guerrières sur le continent sont vaines mais le vieux Greyjoy se borne à sa vanité. Peu après, Balon voit son frère Euron réapparaître à son château et l'animosité entre les deux frères se termine par le meurtre de l'aîné. Le lendemain, Yara se légitime au trône de Sel mais se retrouve contestée par les seigneurs de Pyke.

### Épisode 3:Le Briseur de serments
- États-Unis,  Canada : 8 mai 2016 sur HBO / HBO Canada
- France,  Belgique,  Suisse : 9 mai 2016 sur OCS City / Be 1 / RTS Un (en VOSTFr)
- Québec : 11 juillet 2016 sur Super Écran[54] (en VF)

- États-Unis : 7,28 millions de téléspectateurs[57] (première diffusion)

- Max von Sydow (La Corneille aux Trois-Yeux)
- Diana Rigg (Lady Olenna Tyrell)
- Owen Teale (Ser Alliser Thorne)
- Anton Lesser (Qyburn)
- Julian Glover (Grand Mestre Pycelle)
- Jacob Anderson (Ver Gris)
- Natalia Tena (Osha)
- Ben Crompton (Eddison Tollett)
- Faye Marsay (Waif)
- Roger Ashton-Griffiths (Lord Mace Tyrell)
- Ian Gelder (Ser Kevan Lannister)
- Hafthór Júlíus Björnsson (Ser Gregor Clegane)
- Brenock O'Connor (Olly)
- Kae Alexander (Feuille)
- Dean S. Jagger (Lord Lard-Jon Omble)
- Paul Rattray (Lord Harald Karstarck)
- Art Parkinson (Rickon Stark)
- Meena Rayann (Vala)
- Joe Naufahu (Khal Moro)
- Souad Faress (Grande Prêtresse du Dosh khaleen)
- Staz Nair (Qhono)
- Hannah John-Kamen (Veuve Dothraki)
- Angelique Fernandez (Veuve Dothraki)
- Robert Aramayo (Lord Eddard Stark)
- Luke Roberts (Ser Arthur Dayne)
- Eddie Eyre (Ser Gerold Hightower)
- Brian Fortune (Othell Yarwyck)
- Michael Condron (Bowen Marsh)
- Wuese Houston-Jibo (Veuve Dothraki)
- Diogo Sales (Sangcoureur de Moro)
- Junade Khan (Sangcoureur de Moro)
- Annette Hannah (Petit oiseau)
- Nathanael Saleh (Petit oiseau)
- Michael Nevin (Petit oiseau)
- Jesse Magee (Petit oiseau)
- Iona Clarke (Petit oiseau)
- Lucy Gallagher (Petit oiseau)
- Fionn Kernan (Petit oiseau)

Jon Snow est revenu d'entre les morts, encore marqué des coups de poignard. Mélisandre le questionne sur l'au-delà et Ser Davos le rassure, avant que Jon ne se présente devant ses hommes et les Sauvageons incrédules. Plus tard, le Lord commandant exécute par pendaison quatre des traîtres qui ont porté les coups, dont Alliser Thorne et le jeune Olly. Snow rend ensuite son manteau à son ami Edd et annonce à tous que sa garde s'achève.
Samwell Tarly, Vère et son enfant poursuivent leur route vers Villevieille à travers la mer, mais Sam lui avoue qu'il désire avant tout les mettre en sécurité chez ses parents à Corcolline.
Dans une vision suivant la mort du Roi Fou et de son fils Rhaegar, Bran voit son père accompagné de cinq chevaliers - dont Howland Reed, père de Meera - confronter Ser Arthur Dayne dit « l'Épée du Matin » et Ser Gerold Hightower à la tour de la Joie, à Dorne. Les deux chevaliers sont ici à la demande de Rhaegar, aussi Eddard comprend que sa sœur Lyanna est présente. La confrontation qui s'ensuit voit la victoire de Ned et Howland, ce dernier ayant poignardé Ser Dayne dans le dos alors que Bran a toujours pensé que son père l'avait vaincu seul. Ned entend ensuite Lyanna hurler du haut de la tour et commence à monter. Bran veut le suivre mais la Corneille à Trois Yeux l'en empêche pour revenir dans la réalité, car rester dans le passé peut s'avérer dangereux.
Daenerys est emmenée à Vaes Dothrak et rencontre le dosh khaleen dont elle apprend que son sort sera décidé en réunion par les khalasars. À Meereen, Varys persuade Vala - complice du meurtre d'Immaculés et Puînés - de lui fournir des informations sur les finances des Fils de la Harpie. Sortent les noms d'Astapor, Yunkaï et Volantis, et Tyrion compte sur les espions de Varys pour négocier avec leurs dirigeants sans risquer de perdre Meereen.
Mestre Qyburn a récupéré les « petits oiseaux » de Varys à Port-Réal pour servir Cersei, qui souhaite voir des espions partout à Westeros pour se venger de l'affront qu'elle a subi. Kevan Lannister préside le Conseil restreint, constitué de Mestre Pycelle, Mace Tyrell et Olenna, conviée elle aussi. Cersei et Jaime s'y invitent également et exigent vengeance sur les Moineaux ainsi que sur la nouvelle régence de Dorne pour la mort de Myrcella. Mais les membres du conseil préfèrent quitter la pièce. Tommen rencontre en personne le Grand Moineau qui lui confirme que sa mère doit encore passer en jugement, mais que la foi peut aussi faire ressortir le bien de chacun.
À Braavos, Arya parachève avec succès son entraînement à la fois physique et mental pour devenir une Sans-Visage. Pour la récompenser, Jaqen lui rend la vue grâce à l'eau du bassin de la demeure du Noir et du Blanc.

### Épisode 4:Le Livre de l'Étranger
- États-Unis,  Canada : 15 mai 2016 sur HBO / HBO Canada
- France,  Belgique,  Suisse : 16 mai 2016 sur OCS City / Be 1 / RTS Un (en VOSTFr)
- Québec : 18 juillet 2016 sur Super Écran[54] (en VF)

- États-Unis : 7,82 millions de téléspectateurs[58] (première diffusion)

- Diana Rigg (Olenna Tyrell)
- Ian Gelder (Kevan Lannister)
- Jacob Anderson (Ver Gris)
- Julian Glover (Grand Mestre Pycelle)
- Ben Crompton (Eddison Tollett)
- Lino Facioli (Robin Arryn)
- Finn Jones (Loras Tyrell)
- Natalia Tena (Osha)
- Daniel Portman (Podrick Payne)
- Rupert Vansittart (Yohn Royce)
- Gemma Whelan (Yara Greyjoy)
- Souad Faress (Grande Prêtresse du Dosh Khaleen)
- Andrei Claude (Khal Rhalko)
- Chuku Modu (Akho)
- Enzo Cilenti (Yezzan zo Qaggaz)
- George Georgiou (Razdal mo Eraz)
- Gary Wales (Healtor Troop)
- Hannah Waddingham (Septa Unella)
- Michael Heath (Kesh)
- Hannah John-Kamen (Lhazareen)
- Staz Nair (Qhono)
- Fola Evans-Akingbola (Femme de Khal Moro)
- Wuese Houston-Jibo (Veuve Dothraki)
- Angelique Fernandez (Veuve Dothraki)
- Diogo Sales (Sangcoureur Dothraki)
- Junade Khan (Sangcoureur Dothraki)
- Robert Fawsitt (Membre de la Garde de Nuit)
- Portia Graham-Jones (Prostituée)

Le départ de Jon de Châteaunoir est interrompu par l'arrivée inopinée de Sansa, escortée par Brienne et Podrick. Après d'émouvantes retrouvailles, Sansa demande à Jon de marcher sur Winterfell pour reprendre leur maison des mains des Bolton, mais Jon en a assez de se battre. À l'extérieur, Mélisandre déclare à Davos qu'elle compte désormais servir Jon Snow en tant que « l'Élu ». Elle manque d'en dire plus sur la mort de Shireen lorsque Brienne arrive et avoue avoir elle-même exécuté Stannis. Plus tard, un cavalier Bolton apporte un message de Ramsay lui demandant la restitution de Sansa en échange de Rickon sous peine de représailles sanglantes. Comprenant que Ramsay règne désormais seul sur le Nord après s'être débarrassé de son père, Jon et Sansa s'accordent alors pour reprendre Winterfell malgré leur sous-effectif.
De retour aux Eyrié, Petyr Baelish est confronté à Yohn Royce qui l'accuse d'avoir abandonné Sansa aux Bolton. Baelish s'en remet à Robin Arryn qui prend son parti, mais Littlefinger convainc finalement son neveu d'épargner Lord Royce, qu'il charge également d'apprêter les chevaliers du Val pour venir en aide à Sansa.
À Meereen, Tyrion rassemble les hauts dirigeants des villes de Yunkai, Astapor et Volantis. Le nain propose aux maîtres un délai de sept années afin de faire cesser l'esclavage dans la baie des Serfs contre la cessation des attaques des Fils de la Harpie, avant de finaliser l'accord en les soudoyant avec des filles de joie. Pour Tyrion, ce marché semble l'unique et dernière solution pour éviter la guerre, mais Missandei, Ver Gris et d'anciens esclaves restent sceptiques quant à ce retournement politique dangereux. 
Le Grand Moineau autorise Margaery à rendre visite à son frère, toujours emprisonné comme elle dans les geôles du Grand Septuaire. Loras est à bout mais Margaery lui dit de rester fort pour s'entraider. Tommen craint le Grand Moineau et confie à sa mère que Margaery devra subir une marche de la honte. Faisant part de cette information au Conseil restreint, Cersei et Jaime convainquent alors son oncle Kevan et Olenna Tyrell de faire front commun pour se débarrasser des Moineaux et ainsi libérer Margaery et Loras, et extirper Lancel - fils de Kevan - de la foi religieuse.
Theon retrouve sa sœur Yara à Pyke qui l'accueille froidement, mais l'homme, bien que meurtri, lui donne son soutien pour la souveraineté des îles de Fer. À Winterfell, Osha est amenée à Ramsay et tente de le séduire pour le tuer, mais ce dernier est plus rapide et lui plante un couteau dans la gorge.

### Épisode 5:La Porte
- États-Unis,  Canada : 22 mai 2016 sur HBO / HBO Canada
- France,  Belgique,  Suisse : 23 mai 2016 sur OCS City / Be 1 / RTS Un (en VOSTFr)
- Québec : 25 juillet 2016 sur Super Écran[54] (en VF)

- États-Unis : 7,89 millions de téléspectateurs[59] (première diffusion)

- Max von Sydow (la Corneille à Trois-Yeux)
- Kristian Nairn (Hodor)
- Richard E. Grant (Izembaro)
- Essie Davis (Lady Cigogne)
- Pilou Asbaek (Euron Greyjoy)
- Gemma Whelan (Yara Greyjoy)
- Ben Crompton (Eddison Tollett)
- Ellie Kendrick (Meera Reed)
- Faye Marsay (The Waif)
- Jacob Anderson (Ver Gris)
- Michael Feast (Aeron Greyjoy)
- Kae Alexander (Feuille)
- Daniel Portman (Podrick Payne)
- Darrel D'Silva (Fer-né)
- Kevin Eldon (en) (Acteur jouant Ned Stark)
- Leigh Gill (Bobono)
- Eline Powell (Bianca)
- Rob Callender (Acteur jouant Joffrey Baratheon)
- Eva Butterly (Actrice)
- Vladimir Furdik (le Roi de la Nuit)
- Ania Bukstein (prêtresse rouge Kinvara)
- Gerald Lepkowski (le prêtre rouge)
- Annette TIernay (la vieille Nan jeune)
- Sam Coleman (Hodor / Wyllis jeune)
- Wayne Foskett (Rickard Stark)
- Sebastian Croft (Ned Stark jeune)
- Matteo Elezi (Benjen Stark jeune)
- Fergus Leathem (Rodrick Cassel jeune)
- Nanna Bryndis Hilmardóttir (Musicien)
- Ragnar Þórhallsson (Musicien)
- Arnar Rósenkranz Hilmarsson (Musicien)
- Brynjar Leifsson (Musicien)
- Kristján Páll Kristjánsson (Musicien)

Sansa revoit Littlefinger à la Môle sur invitation de ce dernier. Elle le blâme pour ce qu'elle a vécu entre les mains de Ramsay et refuse son aide, puis finit par le menacer. Mais Littlefinger se rachète en lui faisant part de la prise de Vivesaigues par son oncle Brynden Tully dit « le Silure », qui pourrait s'avérer un potentiel allié. Revenue à Winterfell, elle projette avec son frère et Ser Davos de convaincre les différentes maisons du Nord de s'allier à eux, mentionnant aussi les Tully, tout en mentant sur la provenance de l'information. Puis Jon et Sansa quittent Châteaunoir avec Brienne, Podrick, Tormund, Mélisandre, Davos et quelques hommes, laissant à Edd la gérance de la Garde de Nuit.
À Braavos, Arya s'entraîne toujours aussi dur. Jaqen lui donne ainsi une dernière chance de prouver sa valeur en assassinant une comédienne, Lady Cigogne, qui officie dans une troupe de théâtre. Arya assiste dans un premier temps à la pièce représentant les morts du roi Robert et de Ned Stark, lui rappelant ce faisant de mauvais souvenirs, puis s'introduit dans la troupe et découvre comment elle pourrait empoisonner sa cible. Mais la jeune Stark s'interroge sur le bien-fondé de tuer une personne innocente.
Yara se déclare prétendante au trône des îles de Fer et Theon l'appuie dans sa démarche malgré la réticence de certains envers sa condition de femme. Mais leur oncle Euron Greyjoy se propose également, avouant même le meurtre de son frère régnant. Il convainc les hommes en prévoyant de construire une immense flotte qu'il mettra au service de Daenerys Targaryen pour prendre les Sept Couronnes. Euron est finalement élu et alors qu'il subit la cérémonie du Dieu Noyé, Yara et Theon en profitent pour fuir avec les meilleurs navires et de nombreux fidèles, échappant à la mort désirée par leur oncle. Le nouveau roi demande alors aux Fer-nés de construire une autre flotte.
À Vaes Dothrak, Daenerys remercie Jorah qui lui déclare son amour, mais qu'il ne peut rester, révélant sa maladie. Daenerys lui ordonne alors de trouver un remède et de revenir auprès d'elle une fois guéri.
Varys se réjouit de la paix provisoire bien que fragile de Meereen, mais Tyrion estime que Daenerys doit être vue comme celle qui apporte la paix et non pas seulement comme celle qui a libéré les esclaves. Pour aider à répandre ce culte, Tyrion et Varys requièrent la prêtresse rouge Kinvara, résidante du temple de Volantis. Celle-ci affirme être de leur côté après avoir raisonné Varys sur son manque de confiance envers elle.
- L'épisode a fuité via HBO Nordic quelques heures avant sa première diffusion officielle. L'épisode a ensuite été mis en ligne illégalement par les sites de piratage[60].

### Épisode 6:Sang de mon sang
- États-Unis,  Canada : 29 mai 2016 sur HBO[49] / HBO Canada
- France,  Belgique,  Suisse : 30 mai 2016 sur OCS City sur OCS City / Be 1 / RTS Un (en VOSTFr)
- Québec : 1er août 2016 sur Super Écran[54] (en VF)

- États-Unis : 6,71 millions de téléspectateurs[61] (première diffusion)

- Diana Rigg (Olenna Tyrell)
- Richard E. Grant (Izembaro, le gérant de la troupe de théâtre)
- David Bradley (Walder Frey)
- Essie Davis (Lady Cigogne, une actrice jouant Cersei Lannister)
- Joseph Mawle (Benjen Stark)
- Tobias Menzies (Edmure Tully)
- Ellie Kendrick (Meera Reed)
- Faye Marsay (l'Orpheline sans visage)
- Roger Ashton-Griffiths (Mace Tyrell)
- Ian Gelder (Kevan Lannister)
- Hannah Waddingham (Septa Unella)
- James Faulkner (Randyll Tarly)
- Samantha Spiro (Melessa Tarly)
- Eugene Simon (Lancel Lannister)
- Tim Plester (Walder Le Noir)
- Daniel Tuite (Lothar Frey)
- Kevin Eldon (un acteur jouant Eddard Stark)
- Leigh Gill (Bobono)
- Eline Powell (Bianca)
- Rob Callender (Acteur jouant Joffrey Baratheon)
- Eva Butterly (Actrice)
- Freddie Stroma (Dickon Tarly)
- Rebecca Benson (Talla Tarly)
- Nanna Bryndis Hilmardóttir (Musicien)
- Ragnar Þórhallsson (Musicien)
- Arnar Rósenkranz Hilmarsson (Musicien)
- Brynjar Leifsson (Musicien)
- Kristján Páll Kristjánsson (Musicien)

Meera traîne seule Bran à travers le froid et la neige au-delà du Mur. Lors de visions de plus en plus violentes, le garçon entrevoit des événements passés tels que la mort du Roi Fou, celle de son père, les Noces pourpres, sa chute de la tour de Winterfell et Durlieu. Épuisée, la jeune fille s'écroule auprès de Bran qui finit par rouvrir les yeux, mais les morts-vivants les rattrapent. S'interpose alors un cavalier encapuchonné qui leur vient en aide et les emmène à cheval. Leur sauveur n’est autre que Benjen Stark, l’oncle de Bran, disparu lors d'une patrouille de la Garde de nuit. Benjen explique qu'il fut autrefois blessé par un Marcheur Blanc pour être transformé en l'un d'eux, mais fut sauvé par la magie des Enfants de la Forêt. Il précise à son neveu qu'il devra apprendre à maîtriser son don de Corneille à trois yeux s'il veut combattre le roi de la nuit.
Arrivé dans le Bief, Sam, accompagné de Vère, se rend à Corcolline, le fief de son père Randyll Tarly. Bien qu'ils soient bien accueillis par sa mère Melessa et sa sœur Talla, puis son frère Dickon lors du dîner, Randyll méprise son fils pour sa corpulence et sa relation avec une sauvageonne. Il accepte de garder Vère et son enfant au château mais bannit Samwell. Le garçon obtempère mais change d'avis et décide d'emmener Vère et son fils pour se rendre à Villevieille, tout en dérobant au passage Corvenin, l’épée en acier valyrien de la famille.
Arya empoisonne le rhum de Lady Cigogne, l’actrice jouant Cersei Lannister, après avoir assisté à une scène retraçant le mariage du Roi Joffrey et ses conséquences. La Lady tombe par hasard sur Arya dans les coulisses et elles sympathisent. Ne pouvant alors se résoudre à la tuer, Arya lui arrache finalement le verre des mains et la met en garde en dénonçant la commanditaire. Témoin de la scène, l’orpheline prévient Jaqen qui l'autorise à éliminer Arya sans souffrances. Redoutant la sentence des Sans-Visage, Arya récupère secrètement son épée Aiguille.
Au Grand Septuaire, le Grand Moineau accepte que Tommen rencontre Margaery qui parvient à convaincre son époux de rallier leur cause aux Moineaux. De leurs côtés, Jaime et Mace Tyrell mènent leurs soldats dans les rues bondées de Port-Réal jusqu'au septuaire et menacent les religieux pour éviter l'expiation de la jeune reine. Mais contre toute attente, le Grand Moineau les informe qu'elle n’aura pas lieu puisque la reine a expié ses péchés en convertissant un nouveau membre à leur cause. Le Roi Tommen apparaît alors du septuaire et annonce aux bras de Margaery, le scellement de l’alliance entre la Foi et la Couronne, au grand dam de Jaime, Mace et Olenna Tyrell, également présente. De retour au donjon Rouge, Tommen démet Jaime de ses fonctions pour avoir menacé le Grand Moineau et donc la Couronne, et l'envoie au siège de Vivesaigues, récemment reprise à la maison Frey par Brynden Tully dit « le Silure ». Jaime fulmine auprès de Cersei et souhaite la mort des Moineaux, mais cette dernière lui suggère pour le moment de guerroyer au Conflans. Les épreuves et la colère renforcent le couple plus que jamais.
Aux Jumeaux, le vieux Walder Frey exige que ses fils reprennent Vivesaigues conquis par le Silure après les avoir sermonné de l'avoir déjà laissé s'échapper des Noces pourpres. Apprenant que les maisons Mallister et Nerbosc se sont également rebellées et ne se sentant pas respecté par ses bannerets et la Capitale, Walder ordonne la prise de Vivesaigues et livre à ses fils Edmure Tully comme otage pour faire plier son oncle.

### Épisode 7:L'Homme brisé
- États-Unis,  Canada : 5 juin 2016 sur HBO / HBO Canada
- France,  Belgique,  Suisse : 6 juin 2016 sur OCS City sur OCS City / Be 1 / RTS Un (en VOSTFr)
- Québec : 8 août 2016 sur Super Écran[54] (en VF)

- États-Unis : 7,8 millions de téléspectateurs[62] (première diffusion)

- Ian McShane (Septon Meribald)
- Diana Rigg (Olenna Tyrell)
- Clive Russell (Brynden Tully)
- Tobias Menzies (Edmure Tully)
- Gemma Whelan (Yara Greyjoy)
- Faye Marsay : l'Orpheline (the Waif)
- Ian Whyte (géant Wun Wun)
- Tim Plester (en) (Walder Le Noir)
- Daniel Tuite (Lothar Frey)
- Ricky Champ (Flynn)
- Hannah Waddingham (Septa Unella)
- Bella Ramsey (Lyanna Mormont)

Margaery semble totalement sous l’emprise de la Foi et du Grand Moineau. Celui-ci la met en garde sur l’influence néfaste d'Olenna Tyrell, qui doit selon lui se repentir de ses péchés. Revenue au donjon Rouge, la jeune reine, accompagnée de Septa Unella, confronte sa grand-mère et lui demande de retourner à Hautjardin, mais lui glisse discrètement un message, l'image d'une rose symbolisant la maison Tyrell. Olenna comprend alors le double jeu de sa petite-fille contre le Grand Moineau.
Cersei demande à Olenna de prolonger leur trêve avant qu'elle ne parte afin de sauver leurs enfants. Mais la vielle dame lui rappelle qu'elle est seule responsable de la situation, qu'elle n'a plus aucun allié dans la Capitale et que sa défaite constitue pour elle son seul lot de consolation.
Dans le Nord, Jon et Sansa tentent de fédérer des alliés pour lutter contre Ramsay Bolton. Après hésitation, les Sauvageons acceptent par l'intermédiaire de Tormund, tout comme la maison Mormont de l'île aux Ours de la jeune Lyanna grâce à l'intervention de Ser Davos qui met en avant la menace des Marcheurs blancs. Cependant, le seigneur Glover de Motte-la-Forêt refuse, rappelant l’égoïsme du feu Robb Stark à combattre au sud alors que les Fer-Nés envahissaient sa cité. La modeste armée Stark s'établit à l'ancien camp de Stannis et afin d'éviter les mêmes désagréments météos subis par le roi, Jon souhaite attaquer au plus tôt. Sansa souligne le peu d'hommes dont ils disposent mais en vain, aussi prend-elle les devants en envoyant une lettre cachetée du sceau des Stark.
Jaime et Bronn arrivent à Vivesaigues et constatent l'incompétence des frères Frey à tenir un siège. Les frères exhibent et menacent d'exécuter Edmure Tully, mais son oncle Brynden n'en a que faire. Jaime prend alors le commandement et demande des pourparlers avec le Silure. Les deux hommes se rencontrent mais l’échange tourne court, Brynden campant sur ses positions et Jaime échouant à négocier la fin du siège sans effusion de sang.
La flotte Fer-Née menée par Yara Greyjoy fait escale dans une taverne du Long-Pont de Volantis. Soucieuse de l’état morose de Theon qui s'inquiète de la traque de leur oncle Euron, Yara encourage son frère à rester fort. Elle lui annonce également son souhait de rallier la reine des dragons à Meereen pour reprendre les îles de Fer.
À Braavos, Arya soudoie un marin s’apprêtant à regagner Westeros. Mais alors qu’elle contemple la cité depuis un pont, l’orpheline sans-visage sous le masque d'une vieille femme la poignarde plusieurs fois au ventre. Arya a le temps de sauter du pont et rejoint péniblement le rivage. Très mal en point, elle traverse un marché en titubant devant une foule indifférente.

### Épisode 8:Personne
- États-Unis,  Canada : 12 juin 2016 sur HBO / HBO Canada
- France,  Belgique,  Suisse : 13 juin 2016 sur OCS City / Be 1 / RTS Un (en VOSTFr)
- Québec : 15 août 2016 sur Super Écran[54] (en VF)

- États-Unis : 7,6 millions de téléspectateurs[63] (première diffusion)

- Richard E. Grant (Izembaro)
- Essie Davis (Lady Cigogne)
- Richard Dormer (Béric Dondarrion)
- Paul Kaye (Thoros de Myr)
- Clive Russell (Brynden Tully)
- Daniel Portman (Podrick Payne)
- Melanie Liburd (la prêtresse rouge)
- Ricky Champs (Gatins)
- Ian Davies (Morgan)
- Jóhannes Haukur Jóhannesson (Lem)

Dans le Conflans, Sandor Clegane tue les soudards ayant massacré sa communauté puis finit par tomber sur Béric Dondarrion et Thoros de Myr. Ces derniers s'apprêtent à pendre les trois derniers membres de la Fraternité responsables de l'attaque du septuaire. Le Limier demande à pouvoir les tuer lui-même à la hache, mais se résigne à hâter la pendaison de deux d'entre eux à la demande de Thoros. Le Prêtre Rouge et Béric doivent accomplir une mission dans le Nord et proposent à Sandor, sceptique, de se joindre à eux.
À Port-Réal, Cersei s'oppose à la Foi lorsque frère Lancel lui enjoint de se rendre auprès du Grand Moineau. Elle choisit la confrontation et la Montagne tue sauvagement un des militants téméraires, forçant les autres à renoncer. Satisfaite, Cersei se rend dans la salle du trône mais Kevan l'empêche de siéger aux côtés de son fils. Le roi annonce alors qu’elle et Loras seront jugés par sept septons et que la pratique du duel judiciaire est dorénavant prohibée dans tout le royaume, au détriment de Cersei qui espérait Gregor comme champion. Mais Qyburn lui fait savoir que la « rumeur » est fondée et même bien plus que ce qu'il imaginait.
À Vivesaigues, Bronn retrouve joyeusement Podrick tandis que Brienne demande à Jaime de la laisser rencontrer le Silure pour le persuader de quitter le château sans effusion de sang et le laisser rejoindre Sansa dans le Nord avec ses troupes. Jaime accepte mais en cas d'échec, ils devront s'affronter de par leur allégeance à leur famille. Brynden lit la lettre de Sansa à son intention, et bien que touché, décline et préfère rester se battre. L'échec de Brienne l'oblige à avertir Sansa par corbeau. De son côté, Jaime convainc Edmure de se rendre au château après avoir menacé son jeune enfant né de sa nuit de noces. Malgré les protestations de son oncle, les soldats obéissent à Edmure qui peut alors ordonner la reddition générale. Le Silure mène Brienne et Podrick dans les souterrains pour fuir par les douves, mais l'homme fier préfère rester pour défendre sa maison et meurt l'épée à la main. Du haut des remparts, Jaime salue Brienne s'éloignant en barque.
La paix semble régner sur Meereen où la foule est captivée par le discours d’une prêtresse rouge narrant les exploits de Daenerys. Varys quitte bientôt Tyrion pour trouver des alliés à Westeros. Alors que le nain échange des plaisanteries avec Ver Gris et Missandei, l'alarme retentit, annonçant l’arrivée de la flotte des esclavagistes qui n'ont pas tenu parole. Les navires pilonnent la cité et les troupes parviennent à atteindre la pyramide acculée. Mais au soir, Daenerys réapparait avec Drogon.

### Épisode 9:La Bataille des bâtards
- États-Unis,  Canada : 19 juin 2016 sur HBO / HBO Canada
- France,  Belgique,  Suisse : 20 juin 2016 sur OCS City / Be 1 / RTS Un (en VOSTFr)
- Québec : 22 août 2016 sur Super Écran[54] (en VF)

- États-Unis : 7,66 millions de téléspectateurs[64] (première diffusion)

- Jacob Anderson (Ver Gris)
- Art Parkinson (Rickon Stark)
- Gemma Whelan (Yara Greyjoy)
- Ian Whyte (géant Wun Wun)
- Dean S. Jagger (Smalljon Umber)
- Paul Rattray (Harald Karstark)
- Mark Tankersley (le géneral Bolton)

Daenerys réprimande Tyrion sur le chaos qui règne depuis son absence de Meereen et souhaite y mettre fin à sa manière, mais le nain lui suggère un autre plan. Ils feignent alors de parlementer avec les maîtres esclavagistes qui exigent leur reddition. Nullement impressionnée, la Khaleesi exige la leur, avant de chevaucher Drogon et d'incendier plusieurs navires ennemis avec ses deux autres dragons. Parallèlement, les hordes de Dothrakis menée par Daario défont les Fils de la Harpie aux portes de Meereen. Les ambassadeurs esclavagistes sont alors exécutés par Ver Gris, sauf un, chargé de répandre la nouvelle.
Les combats achevés, Daenerys et Tyrion reçoivent Yara et Theon Greyjoy en audience et le nain ne manque pas de blâmer Theon pour les atrocités commises à Winterfell. Cependant, les Greyjoy mettent au service de Daenerys cent de leurs navires afin qu'elle puisse mener son armée à Westeros, tout en la mettant en garde des prétentions de leur oncle Euron. En échange, ils demandent les îles de Fer avec Yara à sa tête. Daenerys accepte sous condition d'être reconnue reine des Sept Couronnes et que les Fer-Nés cessent les pillages.
Au Nord près de Winterfell, Jon et Sansa rencontrent Ramsay pour parlementer. Jon propose immédiatement un combat singulier entre lui et Ramsay, mais l'homme décline, comptant bien bénéficier de l'avantage du nombre. La nuit venue, le conseil de guerre de Jon établit une stratégie afin d'éviter une attaque par encerclement. Une fois seule avec son frère, Sansa s'oppose à sa stratégie, lui reprochant de sous-estimer Ramsay, mais Jon n'a pas d'autre choix. À l’extérieur, Davos découvre les restes d'un bûcher ainsi que le petit cerf en bois qu'il avait donné à Shireen Baratheon, et comprend alors, horrifié, le sort subi par la jeune princesse. De son côté, Jon demande à Mélisandre de ne pas le ramener à la vie si jamais il meurt au combat, mais elle atteste que cela n'est du ressort que du Maître de la Lumière.
Le lendemain, les deux armées se font face. Contre toute attente, Ramsay libère Rickon Stark de ses liens et lui demande de courir vers Jon et son armée. Mais Ramsay décoche plusieurs flèches et finit par tuer le jeune garçon sous les yeux de Jon qui s'était lancé à cheval à son secours. Fou de rage, Jon se précipite seul à la rencontre de l'armée Bolton, rejoint par la charge de ses propres cavaliers et fantassins menés par Tormund. Dans la mêlée, Ramsay n'hésite pas à envoyer des volées de flèches même si elles touchent ses hommes, tandis que Davos opte pour un combat à l'épée. Les fantassins Bolton finissent par encercler ceux de Jon entre un monticule de cadavres et un mur de piques et de boucliers. L'armée Stark est sur le point d'être défaite quand tous voient arriver des chevaliers du Val ramenés par Sansa et Littlefinger. Les cavaliers submergent rapidement les piquiers Bolton tandis que Ramsay se retranche au château de Winterfell. Mais Wun Wun défonce la porte, permettant à Jon et Tormund et leurs soldats d'investir les lieux, avant que le géant ne succombe aux multiples flèches. Ramsay, désormais seul, accepte le combat singulier. Jon fonce sur lui et pare toutes ses flèches à l'aide d'un bouclier, avant de le frapper rageusement de nombreuses fois en plein visage.
- Cet épisode a été classé par les fans comme étant le meilleur épisode de la série jusqu'alors et gagne le titre du « meilleur épisode de série de tous les temps[65] ».
- Disparition de la Maison Bolton.
- Cet épisode a inspiré le clip de la chanson Cup Runneth Over de l'artiste néo-zélandaise Kiki Rockwell[66].

### Épisode 10:Les Vents de l'hiver
- États-Unis,  Canada : 26 juin 2016 sur HBO / HBO Canada
- France,  Belgique,  Suisse : 27 juin 2016 sur OCS City / Be 1 / RTS Un (en VOSTFr)
- Québec : 29 août 2016 sur Super Écran[54] (en VF)

- États-Unis : 8,89 millions de téléspectateurs[68] (première diffusion)

- Diana Rigg (Olenna Tyrell)
- Roger Ashton-Griffiths (Mace Tyrell)
- Julian Glover (Mestre Pycelle)
- Ian Gelder (Kevan Lannister)
- Eugene Simon (Lancel Lannister)
- Finn Jones (Loras Tyrell)
- Anton Lesser (Qyburn)
- Jacob Anderson (Ver Gris)
- Jessica Henwick (Nymeria Sand)
- Keisha Castle-Hughes (Obara Sand)
- Rosabell Laurenti Sellers (Tyene Sand)
- Gemma Whelan (Yara Greyjoy)
- Ellie Kendrick (Meera Reed)
- Joseph Mawle (Benjen Stark)
- Rupert Vansittart (Yohn Royce)
- Hannah Waddingham (Septa Unella)
- David Bradley (Walder Frey)
- Robert Aramayo (Ned Stark, jeune adulte)
- Aisling Franciosi (Lyanna Stark, jeune adulte)
- Bella Ramsey (Lyanna Mormont)

Le procès de Loras Tyrell et de Cersei Lannister débute au Septuaire de Baelor mais cette dernière demeure au donjon rouge. Loras confesse tous ses péchés et le Grand Moineau décide de l'absoudre en lui gravant sur le front la marque de la foi, au grand dam de son père et sa sœur. Il envoie également frère Lancel quérir Cersei de force mais en sortant, Lancel est attiré par les agissements d'un garçonnet qui le mène à travers les égouts du bâtiment.
Au même moment, le grand mestre Pycelle est piégé par les petits oiseaux de Qyburn qui le poignardent à mort. Frère Lancel est lui aussi blessé par le garçonnet et gît entouré d'innombrables tonnelets de feu grégeois sur le point d'exploser, qu'il tente de neutraliser. Inquiète de l'absence de Cersei tout comme celui de Tommen, Margaery pressent un danger et appelle à l'évacuation de la grande salle alors que le Grand Moineau reste sceptique, mais il est trop tard. L'explosion du feu grégeois réduit le septuaire en cendres, tuant tous ses occupants : nobles, la totalité des moineaux et des septons, Ser Kevan Lannister et les Tyrell. De sa fenêtre, Cersei contemple son œuvre. 
Tommen, retenu dans ses appartements par la Montagne, assiste lui aussi à la mort de sa reine et de tous ses partisans. Cersei charge peu après la Montagne de torturer la septa Unella, tandis que son fils finit par se défenestrer du haut du château après avoir déposé sa couronne. Désespérée d'avoir perdu son dernier enfant, Cersei ordonne à Qyburn d'incinérer sa dépouille et de faire disperser ses cendres sur les ruines du septuaire.
Dans le Bief, Sam et Vère arrivent enfin à Villevieille où Sam ambitionne de devenir mestre. Il peut alors contempler pour la première fois l'immense bibliothèque de la Citadelle.
Olenna Tyrell, endeuillée par la perte de son fils et de ses petits-enfants, rencontre Ellaria Sand et les Aspics à Dorne dans le but de forger une alliance contre les Lannister. Elle y croise également Varys venu à Westeros dans le même but.
Aux Jumeaux, Walder Frey fête sa victoire sur les Tully en compagnie de Jaime Lannister, qui reproche à son hôte d'être un conquérant négligent. Plus tard dans la nuit, alors que Walder dîne seul à sa table et réclame la présence de ses deux fils Walder le Noir et Lothar Frey, sa servante lui déclare qu'ils sont bien « ici » en lui désignant les plats consommés…La jeune femme tombe soudain le masque et se révèle être Arya Stark, avant de trancher la gorge du vieil homme, vengeant ainsi sa mère Catelyn et son frère Robb assassinés durant les Noces pourpres.
À proximité du Mur, Benjen Stark laisse Bran et Meera devant un arbre sacré avant de repartir. Le jeune Stark, désormais la Corneille à trois yeux, revient alors à sa vision de la tour de la Joie où il suit cette fois son père alors qu'il pénètre à l'intérieur. Ned Stark y découvre sa sœur Lyanna agonisant dans un lit et venant de donner naissance à un garçon. Lyanna fait promettre à Ned de s'en occuper et de cacher la vérité sur ses parents, en lui chuchotant le nom du père. Bran comprend alors que le nourrisson n'est autre que Jon Snow.
À Winterfell, Davos fait avouer à Mélisandre et devant Jon ce qu'elle a fait subir à la princesse Shireen. Horrifié de cet acte barbare à l'encontre d'une enfant, mais lui étant reconnaissant de sa résurrection, Jon bannit Mélisandre au sud de Westeros. Le grand hiver arrive dans le Nord et Jon et Sansa conviennent à l'avenir de rester unis. Cette dernière est abordée plus tard par Petyr Baelish qui souhaite la voir régner sur le trône de Fer à ses côtés, mais la jeune femme décline.
Lors d'une réunion houleuse des grands seigneurs, Lyanna Mormont apporte son soutien à Jon qui, stupéfait, obtient finalement l'approbation de tous (sauf Baelish) et est proclamé Roi du Nord, le « loup blanc » destiné à défendre le Nord de l'invasion prochaine des Marcheurs blancs.
Pendant ce temps, Jaime rentre à Port-Réal où il constate le carnage de la ville provoqué par sa sœur. Il assiste alors au couronnement de celle-ci par Qyburn désormais main de la reine, proclamée souveraine des Sept Couronnes et du Trône de fer.